# Sinocyclocheilus anatirostris
Sinocyclocheilus anatirostris és una espècie de peix cipriniforme de la família dels ciprínids que es troba a Guangxi (Xina).